# نیک دیاز
نیک دیاز (انگلیسی: Nick Diaz؛ زادهٔ ۲ اوت ۱۹۸۳) ورزشکار هنرهای رزمی ترکیبی، بوکسور، جودوکار، و کاراته‌کا اهل ایالات متحده آمریکا است.
دیاز یک بوکسور حرفه‌ای آمریکایی و رزمی‌کار ترکیبی است که در بخش‌های میان‌وزن و سبک‌وزن مسابقات قهرمانی مبارزه نهایی (سازمان یواف‌سی) رقابت می‌کند. دیاز قهرمان سابق استرایک‌فورس، دبلیوئی‌سی و آی‌اف‌سی سبک‌وزن و یک مدعی عنوان قهرمانی یواف‌سی است. او همچنین به‌طور قابل توجهی در پراید، الیت‌اکس‌سی، دریم و شوتو رقابت کرده است. نیک برادر بزرگتر نیت دیاز، مبارز سابق یواف‌سی است و این دو برادر یکی از بزرگترین تأثیرات را در ورزش ام‌ام‌ای داشته‌اند.